# Columna de Hierro
La Columna de Hierro ("Colonna di Ferro" in lingua spagnola) fu una formazione  militare non regolare delle milicias confederales. Fu una delle più addestrate e meglio equipaggiate tra le colonne anarchiche che combatterono i franchisti durante la guerra civile spagnola.

## Storia
Molti italiani si arruolarono in alcune di queste colonne, come nella Colonna Buenaventura Durruti, nella Columna Roja y Negra, nella colonna del Barrio, nel Battaglione Matteotti (battaglione formato nel gennaio 1937 all'interno della Colonna Buenaventura Durruti), nella Divisione Carlo Marx, ne La Columna de Hierro, nella Colonna Tierra y Libertad, nella Divisione Hortiz, nella Colonna Lenin e nella Centuria Malatesta o Battaglione della Morte (comandante Francesco Fausto Nitti) che confluì poi nelle Brigate Internazionali. In tutto nelle colonne anarchiche e in quelle meno numerose formate da anarchici comunisti anti-stalinisti erano presenti circa 500 italiani.
La Columna de Hierro si strutturò nell'agosto del 1936, in una riunione di anarchici avvenuta presso il monastero di calle Orihuela a Valencia che era diventato la "caserma" di tale gruppo. Forte di 3000 miliziani, ebbe il battesimo del fuoco nei pressi di Sarion, Maestrazgo, dove il 13 agosto 1936 mise in rotta gli avversari; a breve periodo La Columna de Hierro riconquistò La Puebla dove stabilì il comando che venne denominato "Comitato di Guerra", dove le direttive, come in ogni colonna anarchica (lo menziona Francesco Fausto Nitti nelle memorie curate da Pietro Ramella), non venivano prese secondo i comuni canoni gerarchici militari, anche se poi in combattimento veniva seguito il metodo militare canonico.
A Teruel La Columna de Hierro prese parte e fu protagonista della riconquista repubblicana di gran parte della città e nelle operazioni combatté fianco fianco con le colonne anarchiche che erano calate da Sagunto e Castellon della Plana. Dopo i combattimenti La Columna de Hierro prese poi stanza a 15 km da Sagunto.
Documento costitutivo o parte di esso de La Columna de Hierro: 
La Columna de Hierro aveva una pubblicazione dal nome Linea de Fuego, di cui si occupavano per stampa e ridistribuzione gli aderenti al Sindacato delle Arti Grafiche di Valencia. La forza de La Columna de Hierro era tale, anche dal punto di vista organizzativo e propagandistico, che la Linea de Fuego era giornale quotidiano, e non pubblicava solo l'informazione politico militare e sociale ma si occupava anche di questioni culturali con commenti su argomenti filosofici e letterari (ovviamente era anche il mezzo col quale erano indette le assemblee generali della Colonna stessa). La conoscenza popolare di tale pubblicazione era tale che venivano annunciati anche i matrimoni fra i miliziani, e fra chi lo desiderava, in "libera unione" con officiante il segretario del "Comitato della Colonna"..